# إموري إم. توماس
إموري إم. توماس (بالإنجليزية: Emory M. Thomas)‏ هو مؤرخ أمريكي، ولد في 3 نوفمبر 1939.